# Whatcha Want
Whatcha Want è il sesto album di Michael Monroe, pubblicato il 7 gennaio 2003 per l'etichetta discografica SPV GmbH/Steamhammer.

## Tracce
1. Do Anything You Wanna Do (Douglas, Hollis) 3:14 (Eddie & the Hot Rods Cover)
2. Right Here, Right Now (Monroe, Wilder) 3:30
3. Stranded (Gibson, Monroe) 3:51
4. I Won't Lie Down and Die (Garratt, Harper) 2:20 (UK Subs Cover)
5. Shattered Smile (Gibson, Monroe) 3:04
6. What Love Is (Bators, Chrome) 1:59 (Dead Boys Cover)
7. Rumour Sets the Woods Alight (Birch, Wicks) 2:51 (The Records Cover)
8. Germfree Adolescents (Styrene) 2:55 (X-Ray Spex Cover)
9. Life's a Bitch and Then You Live (Gibson, Monroe, Wilder) 3:30
10. Telephone Bill's All Mine (Gibson, Lindholm, Monroe) 3:56
11. Jimmy Brown (Steel) 3:43 (The Boys Cover)
12. Identity (Styrene) 2:29 (X-Ray Spex Cover)
13. Hey, That's No Way to Say Goodbye (Cohen) 2:59 (Leonard Cohen Cover)

## Formazione
- Michael Monroe - voce, chitarra ritmica, pianoforte, percussioni, sassofono
- Pink Gibson (Adam Bomb) - chitarra solista
- Lacu - batteria
- Timpa - basso
- Mr.T - tastiere